# Palaemnema clementia
Palaemnema clementia är en trollsländeart som först beskrevs av Selys 1886. Palaemnema clementia ingår i släktet Palaemnema, och familjen Platystictidae. Inga underarter finns listade i Catalogue of Life.